# ヒガシマル醤油
ヒガシマル醤油株式会社（ヒガシマルしょうゆ）は、兵庫県たつの市に本社を置く調味料を主とする日本の食品メーカーである。
うすくち醤油の代名詞とも言える企業としてその名を知られる。社紋のデザイン「東に丸」を社名とする。工場は3か所とも、たつの市の市街地に位置する。

## 会社概要
近畿・西日本を地盤とするうすくち醤油の代表的企業としてその名を知られる。近年では主力のうすくち醤油のみならず、「うどんスープ」の他、「ちょっとぞうすい」「ちょっとどんぶり」と言った粉末の調味料もロングセラー商品として知られる。また個人商店レベルの豆腐店でも「ひややっこスープ」が取り扱われるなどしていた。
近畿ではお馴染みのメーカーながら、かつては関東での知名度はさほど高くなくスーパー等の小売店でも品揃えが無い店が大半を占めていたが、近年の全国的な讃岐うどんブームによって「うどんスープ」の需要が拡大し、またその「うどんスープ」が讃岐うどん以外の料理にも重宝することが知られるようになり、関東でも売上が上昇している。
最近ではヘルシー志向の高まりから2008年に発売され、多量の食用油を使うことなく少量の油でフライパンでから揚げやとんかつなどをつくることのできる粉末調味料「揚げずにから揚げ」「揚げずにとんかつ」などの製品が評判になっている。
社名・商標は、明治維新の折、前身である淺井醤油に龍野藩（播磨国）から払い下げられた、直営醤油醸造所「物産蔵」が、「東蔵」（揖保川の東側に蔵があったため）と呼ばれたことを由来としている。加えて太陽が東から昇るように、「社運が旭日昇天の勢いなれかし」の願いも込めて定められたものとなっている。

## 主力商品
たつの市内を南流する揖保川の中流域は、手延素麺揖保乃糸の特産地であり、そのため素麺つゆも充実している。
- 醤油（こいくちも製造しているが、やはり中心はうすくち）
- つゆ・出汁
- 鍋つゆ・ポン酢
- 「ちょっとシリーズ」（出汁・具入り米飯調味料。「ちょっとぞうすい」「ちょっとどんぶり」）
- 「レンジでちょっとシリーズ」（電子レンジ専用調味料）
- 「揚げずにシリーズ」（から揚げ・とんかつ・手羽先）
- 粉末調味料
  - うどんスープ（薄口うどんスープのロングセラー商品）
  - ラーメンスープ
  - カレーうどんスープ

## 沿革
- 1580年 - 創業
- 1666年 - 龍野にうすくち醤油誕生。
- 1869年 - 淺井醤油を創業。
- 1893年 - 菊一醤油造合資会社を設立。
- 1942年 - 菊一・淺井の両社が合併し、龍野醤油株式会社を設立。
- 1949年 - 現社紋を制定。
- 1964年 - ヒガシマル醤油株式会社に社名変更。「うどんスープ」発売
- 1978年 - 新本社完成。煉瓦建の旧本社は「うすくち龍野醤油資料館」に。
- 1979年 - 「ちょっとどんぶり」発売
- 1982年 - 「ちょっとぞうすい」発売
- 1999年 - 国内醤油業界初のISO 9001認証取得。
- 2020年 - 6月に資本金を1億円に減資

## 関連施設
- うすくち龍野醤油資料館（先代本社社屋）
- うすくち龍野醤油資料館別館（先々代本社社屋）
- ヒガシマル霞荘
- ヒガシマル基和寮

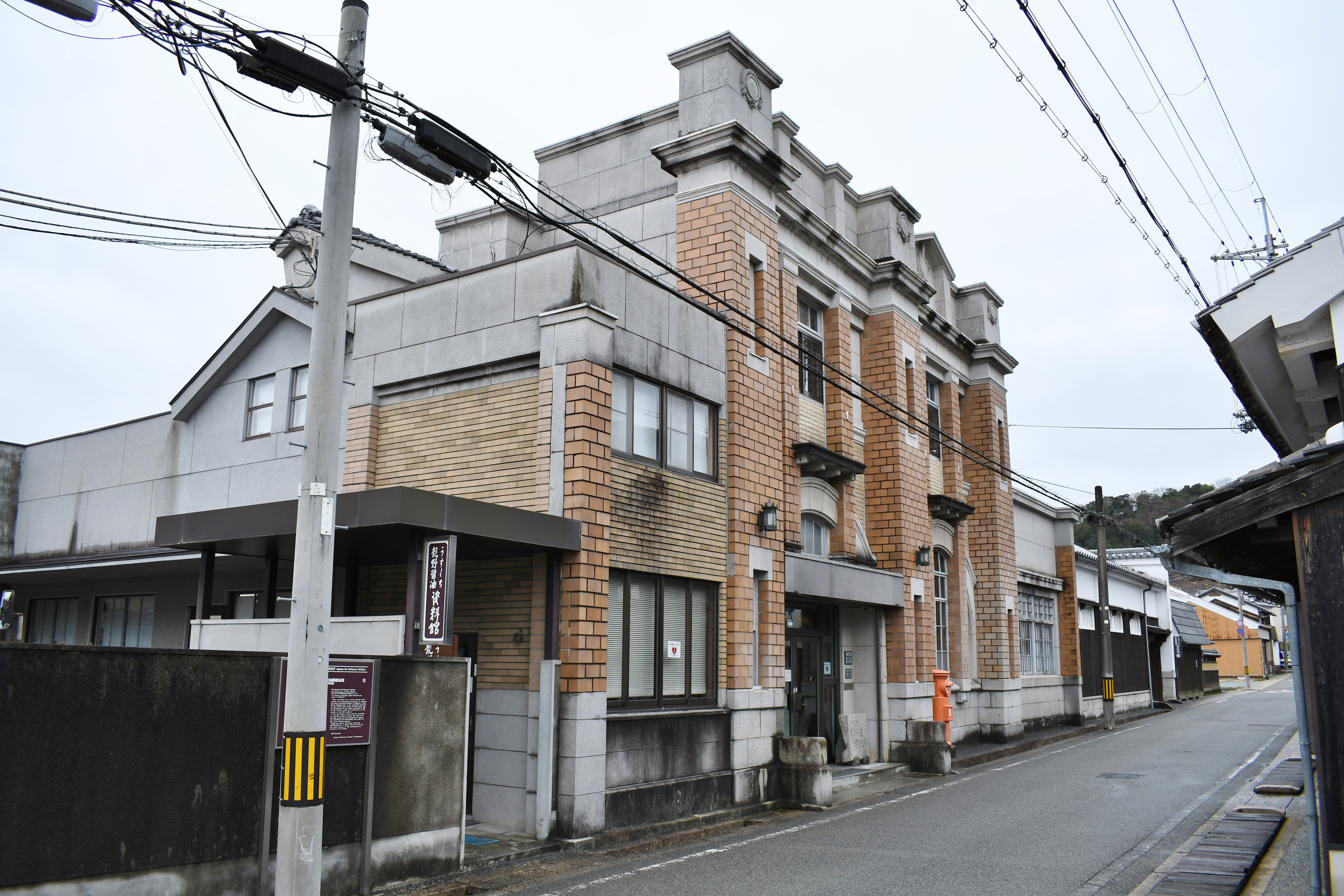
うすくち龍野醤油資料館
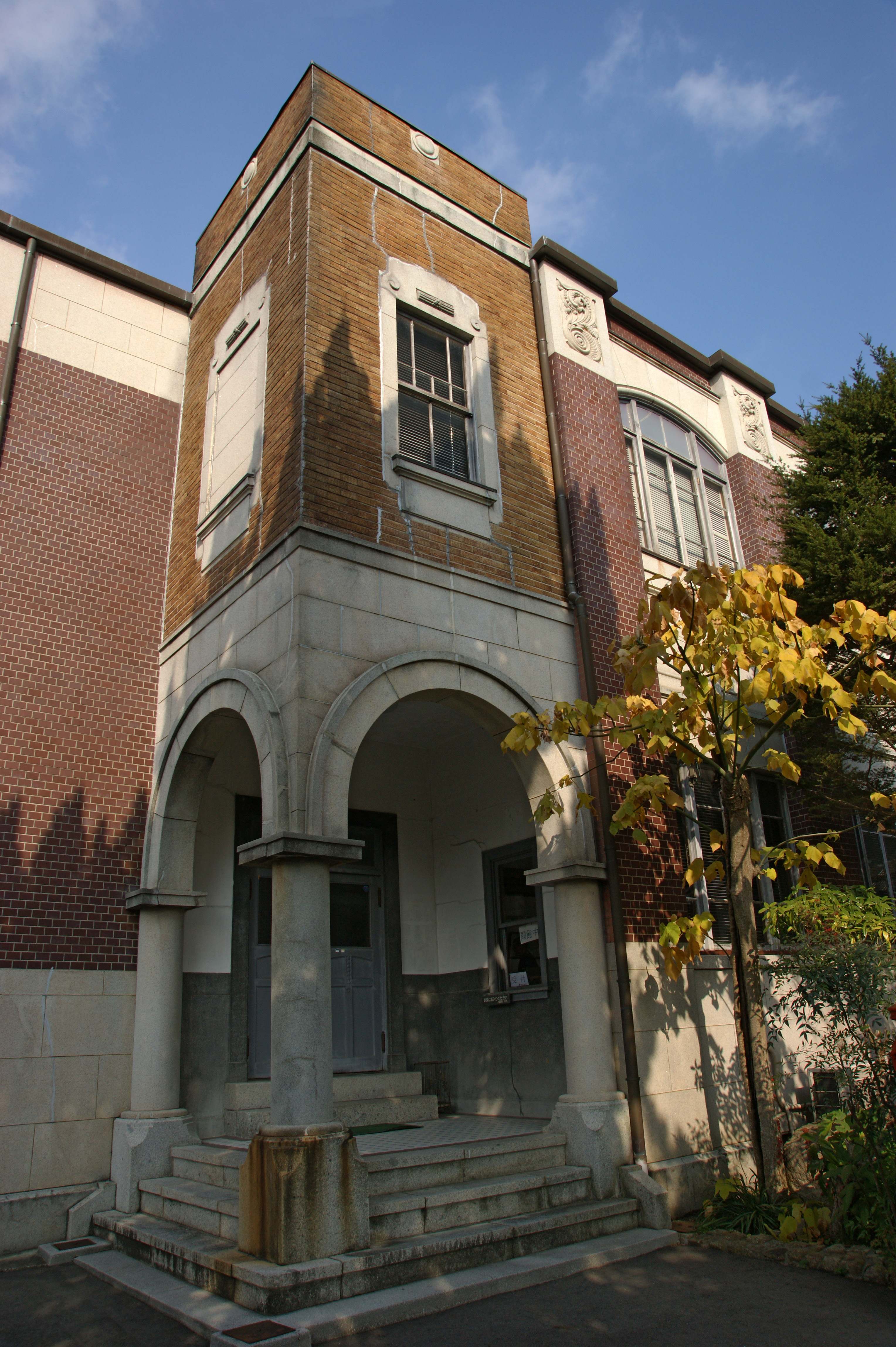
うすくち龍野醤油資料館別館

## CM・提供番組など
- かつて「ちょっとシリーズ」のCMに、ギター奏者のクロード・チアリ（西宮市在住）が出演していた。
- 「うどんスープ」のCMソング「うどんかぞえうた」は、元たまの知久寿焼が歌っている。2015年のみ声優の田中真弓が歌っていた。
  - かつて「うどんスープ」「かつお風味だし」のCMに、手品師・タレントのゼンジー北京が出演していた。
- 「うすくちしょうゆ」のCMソングは、シンガーソングライターの寺前未来が歌っている。
- 阪急阪神東宝グループや朝日放送（ABC）とは関係が密接である。
  - 阪急電鉄沿線に貼られている広告や、阪急・阪神・山陽の各沿線で配布されているフリーペーパー「TOKK」（トック）に広告を掲載しており、かつては宝塚ファミリーランド（閉園）の入場券の裏にも広告を出していた。また、宝塚歌劇団の機関誌「歌劇」や専門誌「宝塚GRAPH」や公演プログラムにも長きにわたって広告を掲載している。
  - ABCではラジオ『小林大作のメモリーズ・オブ・ユー』が一社提供である。また、同社系列衛星放送「スカイ・A sports+」ではテレビCMを放送している。
- 毎日放送（MBS）では、MBSラジオの『ありがとう浜村淳です』にて、浜村淳本人によるインフォマーシャル形式の生CMが行われている。なおMBSテレビでは、かつて40年以上にわたり放送されていた（当初はラジオ番組として放送）、視聴者参加番組『素人名人会』のスポンサーを長年担当していた。
- 2006年から2015年までは、FM802で毎週月 - 木曜の11時から13時に放送中の『FLiPLiPS』内の木曜の一コーナー“CRACK A SMILE”のスポンサーを担当した。元々このコーナーはこの『FLip Lips』の前番組として放送されていた『HAPPY FUN RADIO』内の一コーナー“STYLING BOOKS”に端を発しているが、同番組が2008年10月2日で終了したことにより、コーナー名が変わるカタチでそのままスポンサー継続されている。因みに同社初のスポンサー名が冠されたFMラジオのコーナーでもある[注 1]。現在はFM802の系列局であるFM COCOLOにて月曜から金曜までの16時のタイムシグナルを担当している。
- 関東地区では、これまでラジオでのみ（TBSラジオ『大沢悠里のゆうゆうワイド』『安住紳一郎の日曜天国』、ニッポン放送『イルカのミュージックハーモニー』『笑福亭鶴瓶 日曜日のそれ』、文化放送『大竹まこと ゴールデンラジオ!』など）CMが放送されていたが、2009年9月から日本テレビ、TBS、テレビ東京などで、テレビCMが放送されている（「うどんスープ」や「ちょっとシリーズ」が中心。ただし頻繁には放送されていない）。
- 2022年3月現在J-WAVEの金曜夕方に放送されているワイド番組『START LINE』内のコーナー「HIGASHIMARU SHOYU FROM MY KITCHEN」に提供している[注 2]。
- 北海道文化放送『のりゆきのトークDE北海道』のスポンサーだった事もあった。

## 備考
鹿児島県日置市にある飼料・製麺会社のヒガシマル、東京都中央区にある水産物や惣菜などの輸出入・販売業のヒガシマルインターナショナル、広島市に所在し「ヒガシマルソース」のブランドでウスターソースなどを製造するサンフーズ、広島県海田町のマルヒガシ海苔はいずれも資本関係がなく、関連会社ではない。

## 事業所
本社
兵庫県たつの市龍野町富永100-3
第一工場・研究所
兵庫県たつの市龍野町富永288
第二工場
兵庫県たつの市龍野町日山320
東京支店
東京都中央区新川1-2-14
大阪支店
大阪府大阪市西区京町堀1-9-20
名古屋営業所
愛知県名古屋市名東区社が丘1-1602
京都営業所
京都府京都市中京区西ノ京池ノ内町16-39
広島営業所
広島県広島市中区国泰寺町2-2-17
福岡営業所
福岡県福岡市博多区奈良屋町5-14

## 関連会社
- ヒガシマル食品株式会社（粉末調味料の製造元）
- 東丸産業株式会社
- 旭ボトリング株式会社
- 財団法人 東丸記念財団
- 東丸商事株式会社